# Hugo Boss (modni dizajner)
Hugo Ferdinand Boss (8. srpnja 1885. – 9. kolovoza 1948.) bio je njemački modni dizajner i poduzetnik.  
Osnivač je tvrtke Hugo Boss. Bio je aktivan član nacističke stranke još 1931. godine i ostao je vjeran nacističkoj njemačkoj ideologiji tijekom trajanja stranke.